# Nimnica
Nimnica este o comună slovacă, aflată în districtul Púchov din regiunea Trenčín. Localitatea se află la altitudinea de 266 m deasupra n.m., se întinde pe o suprafață de 7,36 km2 și în 2017 număra 700 de locuitori.

## Istoric
Localitatea Nimnica este atestată documentar din 1408.

## Demografie
| An:                | 1994 | 2004   | 2014   | 2024   |
| ------------------ | ---- | ------ | ------ | ------ |
| Număr de persoane: | 627  | 670    | 701    | 732    |
| Diferență:         |      | +6,85% | +4,62% | +4,42% |

| An:                | 2023 | 2024   |
| ------------------ | ---- | ------ |
| Număr de persoane: | 726  | 732    |
| Diferență:         |      | +0,82% |